# Pedro Cuatrecasas
Pedro Martín Cuatrecasas (Madrid, 27 de septiembre de 1936-La Jolla, Estados Unidos, 19 de marzo de 2025) fue un bioquímico hispano-estadounidense y profesor adjunto de Farmacología y Medicina de la Universidad de California en San Diego.

## Biografía
Pedro Cuatrecasas nació en Madrid el 27 de septiembre de 1936, hijo de José Cuatrecasas Arumí y de Martha Maria Nowack, de nacionalidad checa. Su familia, de filiación política republicana, tuvo que exiliarse como consecuencia del Golpe de Estado en España de julio de 1936 al final de la Guerra civil española en 1939. Desde Madrid fueron a Valencia y Barcelona, posteriormente a París, América del Sur y finalmente Estados Unidos, donde recibió toda su formación profesional. En 1956 consiguió la ciudadanía estadounidense.
En 1958 se licenció en la facultad de Medicina de la Universidad de Washington, en St. Louis (Misuri), completando su formación en 1962 con un doctorado en Medicina. Allí trabajó estrechamente con los profesores que le introdujeron en la bioquímica como Carl Ferdinand Cori (premio nobel de Medicina en 1947, que también inspiró a Severo Ochoa y otros españoles), en farmacología con Oliver Lowry, en microbiología con Herman Eisen o en endocrinología con David Kipnis. Posteriormente se trasladó a la Facultad de Medicina del Hospital Johns Hopkins de Baltimore, donde trabajó con enfermos críticos durante algún tiempo.
En 1964 se trasladó a los Institutos Nacionales de Salud (NIH) en Bethesda, donde trabajó como investigador bajo la influencia de Christian B. Anfinsen, cuyas investigaciones sobre la ribonucleasa pancreática culminaron con el Premio Nobel de Medicina en 1971.
En 1975 su carrera como científico se trasladó hacia el sector industrial: el de los Laboratorios de Investigación Wellcome, de la empresa Burroughs Wellcome Company de Carolina del Norte, donde se convirtió en vicepresidente. Además de continuar con sus múltiples líneas de investigación, introdujo en el mercado Zovirax (aciclovir) el primer y único producto antiviral aprobado por la Agencia Federal de las Drogas (FDA) de EE. UU. para el tratamiento del virus del herpes.

## Contribuciones
Pedro Cuatrecasas es conocido por su invención y el desarrollo de la cromatografía de afinidad y sus aplicaciones en las ciencias biomédicas.
La cromatografía de afinidad es una técnica que fue concebida por Cuatrecasas y Wilchek y se ha convertido en una poderosa herramienta para el aislamiento y la purificación de muchas moléculas biológicamente importantes. 
El principio de la cromatografía de afinidad, empleada en el diagnóstico clínico y terapéutico, se basa en el acoplamiento covalente de moléculas que se pueden unir selectivamente, lo que permite nuevos enfoques para el estudio de los mecanismos enzimáticos y las propiedades de las superficies celulares, y permite la separación de muchos otros componentes biológicos.
Cuatrecasas trabajó para desarrollar y perfeccionar la metodología de cromatografía de afinidad, utilizándola para purificar los receptores de insulina y los receptores de estrógenos. También utilizó los receptores purificados para determinar su estructura y producir anticuerpos con los que estudiar su biosíntesis, regulación y función en los estados de enfermedad (es decir, la diabetes en el caso de los receptores de insulina y el cáncer de mama en el caso de los estrógenos receptores).
Participó en el descubrimiento, desarrollo y comercialización de más de cuarenta medicamentos.
En 1987 Pedro Cuatrecasas ganó el Premio Wolf de Medicina en 1987, junto con Meir Wilchek por la invención y desarrollo de la cromatografía de afinidad y sus aplicaciones en las ciencias biomédicas.

## Publicaciones (selección)
- 1962 - Tesis doctoral: Correlaciones entre los niveles de ATP y de fosfatos de creatina y el potencial de acción de los nervios expuestos al cianuro y al fluoracetat de metilo. Universidad de Washington
- 1968 - con Meir Wilchek y Christian B. Anfinsen: Selective enzyme purificación by affinity chromatography. Proceeding of de National Academy of Sciences of the United States of America. Oct; 61 (2): 636-643
- 1970 - Protein purificación by affinity chromatography. Derivatizations of agarose and polyacrylamidebeads. Journal of Biological Chemistry. Jun; 245 (12): 3059-65
- 1976 - The Specificity and Action of Animal, Bacterial and Plant toxinas: Specificity And Action Of Animal, Bacterial And Plant toxinas. Volume 1 (Receptores and Recognition)
- 1983 - Receptor-Mediated Endocytosis. Volume 1 (Receptores and Recognition). Serie B. Volume 15 (Receptores and Recognition)
- 1990 - con Steven Jacobs Insulin (Handbook of Experimental Pharmacology). Berlin ; New York : Springer-Verlag
- 1996 - con Bert Spilka Industria farmacéutica : Una visión interior. : Ed. Prous
- 2013 - con TF Roth Membrane Receptores: Methods for purificación and Characterization. Serie B. Volume 11 (Receptores and Recognition)